# Rajd Southern Cross 1978
Rajd Southern Cross International 1978 (13. Southern Cross International Rally) – rajd samochodowy rozgrywany w Australii od 14 do 18 października 1978 roku. Była to piętnasta runda Rajdowych Mistrzostw Świata w roku 1978 (zaliczana tylko do tzw. Pucharu FIA Kierowców, nie producentów). Rajd został rozegrany na nawierzchni asfaltowej i szutrowej. Bazą rajdu były australijskie miasta Sydney i Port Macquarie.

## Klasyfikacja generalna[2]
| Miejsce | Nr | Kierowca        | Pilot             | Samochód                | Czas    | Strata   | Pkt WRC |
| ------- | -- | --------------- | ----------------- | ----------------------- | ------- | -------- | ------- |
| 1       | 6  | George Fury     | Monty Suffern     | Datsun Stanza           | 1:25:17 |          | 9       |
| 2       | 7  | Colin Bond      | John Dawson-Damer | Ford Escort RS 1800     | 1:37:12 | +11:55   | 6       |
| 3       | 8  | Wayne Bell      | George Shepheard  | Holden Gemini           | 1:58:32 | +33:15   | 4       |
| 4       | 5  | Ross Dunkerton  | Adrian Mortimer   | Datsun Stanza           | 2:17:42 | +52:25   | 3       |
| 5       | ?  | Frank Neale     | Philip Dodd       | Mitsubishi Colt Lancer  | 3:18:50 | +1:53:33 | 2       |
| 6       | ?  | Shigeru Kano    | Kiyoshi Kawamura  | Mitsubishi Colt Lancer  | 3:37:39 | +2:12:22 | 1       |
| 7       | ?  | Shinya Yamauchi | Toshiaki Fukui    | Toyota Corolla Levin GT | 3:38:10 | +2:12:53 |         |
| 8       | ?  | Ian Hill        | Ann Heaney        | Mitsubishi Colt Lancer  | 4:00:06 | +2:34:49 |         |
| 9       | ?  | M. Bell         | P. Pattenden      | Mitsubishi Colt Lancer  | 4:22:35 | +2:57:18 |         |
| 10      | ?  | Mitsuo Ayabe    | M. Namiki         | Toyota Corolla Levin GT | 4:33:16 | +3:07:59 |         |

## Punktacja

### Klasyfikacja  FIA Cup for Rally Drivers (WRC)
| Lp | Producent           | Pkt.    |
| -- | ------------------- | ------- |
| 1  | Markku Alén         | 52 (56) |
| 2  | Jean-Pierre Nicolas | 22      |
| 3  | Hannu Mikkola       | 21      |
| 4  | Walter Röhrl        | 12 (21) |
| 4  | Michèle Mouton      | 12      |

- Uwaga: Tabela obejmuje tylko pięć pierwszych miejsc.